# 고경저수지
고경저수지는 경상북도 영천시 고경면 파계리에 위치한 대한민국의 저수지이다. 금호강 지류인 고촌천의 하구이다. 시설 관리자는 영천시장, 한국농어촌공사이다.

## 같이 보기
- 용담로
- 고경면